# The Golden Boots
As Botas de Ouro (título original: The Golden Boots) é um episódio especial da Peppa Pig, que tem a duração de 15 minutos e foi lançado originalmente no Reino Unido em 14 de fevereiro de 2015 no Nick Jr.
Ele foi ao ar nos cinemas brasileiros em 26 de maio de 2016, juntamente com 9 outros episódios normais da Peppa Pig, mas no Brasil, esses 9 episódios "normais", eram inéditos. No Discovery Kids, ele foi ao ar em 9 de julho do mesmo ano.

## Sinopse
Peppa Pig ama pular em poças de lama usando suas botas de ouro especiais, mesmo com a Suzy acreditando que são somente suas botas amarelas comuns. Infelizmente, a Senhora Pata também gosta das botas da Peppa e foge com elas. Com a ajuda de seus amigos, a Mamãe Pig, o Papai Pig, o George e o Avô Coelho, Peppa tem que viajar por terra, mar e até espaço para localizar as botas de ouro antes da grande competição de Pulos em Poças.

## Animação

### Diretor de animação
- Joris van Hulzen

### Animadores
- Christian Chessell
- Phil Clarke
- David Grey
- Joris van Hulzen

## Personagens
- Peppa Pig
- George Pig
- Suzy Ovelha
- Danny Cão
- Freedy Raposo
- Wendy Lobo
- Mamãe Pig
- Papai Pig
- Senhor Zebra
- Senhora Pata
- Capitão Cão
- Avô Coelho
- Vovô Pig
- Rebecca Coelha
- Richard Coelho
- Zoe Zebra
- Zaza e Zuzu Zebra
- Pedro Pônei
- Emily Elefante
- Edmond Elefante
- Senhora Vaca
- Senhora Ursa
- Senhora Gato
- Senhor Coelho
- Senhor Elefante
- Senhor Batata

## Curiosidades
- Esse é o episódio mais longo de Peppa Pig, junto com Peppa ao Redor do Mundo, ambos os episódios possuem 15 minutos.
- Esse é o segundo episódio mais extenso da série. O primeiro é O Natal da Peppa, que teve 10 minutos.
- Esse episódio foi feito para celebrar o décimo aniversário da série.
- Esse é a única vez em que a Peppa chora, mas ela também chorou em Os Dias Antigos, mas foi em um flashback, quando ela ainda era bebê.